# Jochen Wilhelm
Jochen Wilhelm (* 2. Oktober 1945 in Wuppertal) ist ein deutscher Ökonom und Hochschullehrer.

## Werdegang, Forschung und Lehre
Nachdem Wilhelm in seiner Heimatstadt Wuppertal das Abitur auf dem Wilhelm-Dörpfeld-Gymnasium abgelegt hatte, studierte er Mathematik und Volkswirtschaftslehre an der Universität Bonn mit dem Abschluss als Diplom-Mathematiker. Anschließend promovierte und habilitierte sich bei Hans-Jacob Krümmel an der Rechts- und Staatswissenschaftlichen Fakultät an der Bonner Universität mit der Lehrbefugnis für Betriebswirtschaftslehre.
1984 folgte Wilhelm einem Ruf der Universität Passau und übernahm dort den Lehrstuhl für Betriebswirtschaftslehre, spätere Rufe anderer Universitäten lehnte er ab. 1993 gehörte er zu den Gründungsmitgliedern der Deutschen Gesellschaft für Finanzwirtschaft. Wilhelms Hauptarbeitsgebiete liegen im Bereich Kapitalmarkttheorie, Unternehmensfinanzierung, Risikomanagement und Entscheidungstheorie.